# Heliothea herzi
Heliothea herzi là một loài bướm đêm trong họ Geometridae.